# August Kummer
Friedrich Wilhelm August Kummer (* 31. Oktober 1790 in Hammerstein; † 1876) war ein deutscher Gutsbesitzer und Politiker.

## Leben
August Kummer war der Sohn des Amtsmanns und später Domänenintendanten in Hammerstein Friedrich Ferdinand Kummer und dessen Ehefrau Carlonie Elisabeth geborene Siebrandt.
August Kummer war Herr auf Groß-Koßlau. In den Freiheitskriegen wurde er 1813 freiwilliger Jäger, 1814 Sekondeleutnant im 1. Bergischen Infanterieregiment und später im 28. Infanterieregiment und dem 2. Westpreußischen Infanterieregiment. 1816 wechselte er zur Landwehr, wo er 1817 zum Premierleutnant befördert wurde und 1829 seinen Abschied nahm. 1850 wurde er Mitglied im Volkshaus des Erfurter Unionsparlaments.